# Peperomia subandina
Peperomia subandina är en pepparväxtart som beskrevs av William Trelease. Peperomia subandina ingår i släktet peperomior, och familjen pepparväxter. Inga underarter finns listade i Catalogue of Life.